# Ciorni Oslavî, Nadvirna
Ciorni Oslavî (în ucraineană Чорні Ослави) este o comună în raionul Nadvirna, regiunea Ivano-Frankivsk, Ucraina, formată numai din satul de reședință.

## Demografie
Componența lingvistică a comunei Ciorni Oslavî
     Ucraineană (99,9%)
     Alte limbi (0,1%)
Conform recensământului din 2001, majoritatea populației comunei Ciorni Oslavî era vorbitoare de ucraineană (99,9%), existând în minoritate și vorbitori de alte limbi.